# Laura N. Torres
Laura N. Torres fue una periodista mexicana de principios del siglo XX fundadora de una de las primeras organizaciones feministas. En 1904, Torres fundó la asociación denominada Admiradoras de Juárez, descrita como una sociedad feminista militante que exigía terminar con la discriminación sexual y la represión gubernamental; entre otras cosas, el grupo también luchó por el derecho al voto de las mujeres. La organización fue criticada por el historiador Justo Sierra, quien decía que era un refugio para mujeres viejas y feas que trataban de imitar a los hombres.